# 市川市立市川小学校
市川市立市川小学校（いちかわしりつ いちかわしょうがっこう）は、千葉県市川市市川2丁目に位置する公立小学校。

## 沿革
- 1874年（明治7年）6月1日 - 創立。真間村に「公立市川学校」として設立[1]。
- 1887年（明治20年） - 国府台分校設置。「市川尋常小学校」と改称。
- 1917年（大正6年） - 台風による高潮により、校舎が倒壊した。
- 1918年（大正7年） - 本館校舎落成。
- 1934年（昭和9年） - 真間尋常小学校新設。
- 1941年（昭和16年） - 国民学校令により、「市川国民学校」と改称。
- 1947年（昭和22年） - 学制改革により、「市川小学校」と改称。PTA発足。
- 1950年（昭和25年） - 宮田小学校分離。
- 1953年（昭和28年）4月1日 - 平田小学校分離。
- 1954年（昭和29年）6月3日 - 創立80周年記念式典挙行。校歌制定。（作詞：土岐善麿、作曲：信時潔[2]）
- 1961年（昭和36年） - 新講堂落成。
- 1962年（昭和37年） - プール完成・給食室完成、完全給食実施。
- 1968年（昭和43年） - 言語治療教室開設。
- 1972年（昭和47年） - 鉄筋校舎落成。
- 1974年（昭和49年） - 創立100周年記念式典挙行。
- 1975年（昭和50年） - 第2体育館完成。
- 1979年（昭和54年） - 大洲小学校分離。
- 1984年（昭和59年） - 創立110周年記念式典挙行。
- 1994年（平成6年） - 創立120周年記念式典挙行。
- 1999年（平成11年） - 創立125周年記念（「子ども賛歌」制作）。
- 2002年（平成14年） - 2期制導入・共有スペース落成（北校舎改修）。
- 2004年（平成16年） - 創立130年周年記念式典挙行。
- 2005年（平成17年） - 校庭改修。
- 2014年（平成26年） - 創立140周年記念式典挙行。

## 通学区域
出典
- 市川1丁目（全域）
- 市川2丁目（全域）
- 市川3丁目（1番～25番）
- 新田1丁目（全域）
- 新田5丁目（全域）
- 市川南3丁目（1番～13番・14番(11号、16号、21号、23号の市川パークハウス、市川セントラルハイツを除く)）

## 進学先中学校
出典
- 市川市立大洲中学校 - 市川南地区から通う児童の進学先
- 市川市立第一中学校 - 市川地区と新田地区から通う児童の進学先

## 周辺
- 江戸川
- 国道14号線
- いきいきセンター市川
- 市川市市川公民館
- 市川グランドホテル

## アクセス
- 京成タウンバス 新小52系統「市川広小路」バス停下車、徒歩約200m。
- JR東日本総武本線市川駅（北口）から、徒歩約410m・6～7分。
- 京成電鉄京成本線国府台駅より徒歩約700m。市川真間駅より徒歩約900m。